# Huru Gudh i begynnelsen
Huru Gudh i begynnelsen är en svensk psalm skriven av Jesper Swedberg.

## Publicerad i
- Den svenska psalmboken 1694 som nummer 386 under rubriken "Psalmer angående thet H. Ächtenskaps ståndet".
- 1695 års psalmbok som nummer 327 under rubriken "Psalmer angående thet H. Ächtenskaps ståndet".[1]